# Urophylleae
Urophylleae es una tribu de plantas perteneciente a la familia Rubiaceae.

## Géneros
Según NCBI
- Amphidasya - Commitheca - Maschalocorymbus - Pauridiantha - Poecilocalyx - Praravinia - Pravinaria - Raritebe - Stelechantha - Urophyllum[1]